# 洛伊丝·劳里
洛伊丝·劳里（英語：Lois Lowry，1937年3月20日—），生于夏威夷，是美国兒童文學作家。

## 生平
她的父亲在军中担任牙医，因此她的童年伴随着家庭随军队迁徙至世界各地的经历。二战期间，劳里在宾夕法尼亚州的外祖父母家中度过，而从十一岁到高中毕业前，她的生活舞台则是日本。
劳里的教育之路同样多姿多彩。她最初进入布朗大学学习，但在完成两年课程后便结婚，随后暂时离开了学术界。在成为四个孩子的母亲后，她重返校园，最终从南缅因大学毕业，实现了自己的学业目标。

## 寫作
尽管劳里的写作生涯起步较晚，直到四十岁时才开始尝试实现儿时的梦想——成为一名作家，她却迅速崭露头角，成为世界知名的作家。曾两次获得纽伯瑞儿童文学奖，获奖作品分别是《細數繁星》（1990年），和《記憶傳授人》（1994年）。《記憶傳授人》是她最著名的也是最受争议的作品。
劳里的作品题材广泛，风格多样，从生活中的幽默故事到深刻的社会议题都有涉猎。她的代表作包括幽默小说《阿纳斯塔西亚·克鲁布尼克》（Anastasia Krupnik）、讲述战争与屠杀的《数星星》（Number the Stars）以及描绘未来乌托邦社会的《记忆传授人》（The Giver）。此外，她还探讨了收养、精神疾病、癌症等重要议题，通过二十多本著作展现了她作为一位多才多艺的作家的风采。